# سارا گونزالس (بازیکن فوتبال)
سارا گونزالس (انگلیسی: Sara González؛ زادهٔ ۲۳ مهٔ ۱۹۸۹) بازیکن فوتبال زن اهل اسپانیا است.